# Hoạt động bán hàng
Hoạt động bán hàng là một tập hợp các hoạt động và quy trình kinh doanh giúp một tổ chức bán hàng hoạt động hiệu quả, hiệu quả và hỗ trợ các chiến lược và mục tiêu kinh doanh. Các hoạt động bán hàng cũng có thể được gọi là bán hàng, hỗ trợ bán hàng hoặc hoạt động kinh doanh.
Tập hợp các hoạt động bán hàng hoạt động khác nhau từ công ty cho công ty nhưng thường bao gồm năm danh mục này:
Hỗ trợ lực lượng bán hàng
- Sales Process Development
- Sales Process Adoption and Compliance
- Sales Development
- Sales Training
- Sales Force Communications Management

Phân tích kinh doanh
- Sales Metrics
- Sales Forecasting

Quản trị bán hàng
- Proposal/Contract Development
- Vendor Selection and Management
- Planning Process Stewardship

Lập kế hoạch
- Incentive Sales Compensation Plan Design
- GTM Strategy Alignment with Roles and Components
- Territory Analysis and Definition
- Goal Setting

Nhiệm vụ và thiết kế hoạt động bán hàng
- Chief of Staff to the Sales Organization
- Stewardship of Sales Force Capacity
- Initiative Change Management
- Sales Operations Team Design
- Sales Operations Talent Management

The sales operations team members are often liaisons for sales to other parts of the organisation such as finance, marketing, legal và IT departments. They will represent the needs of sales in meetings and cross-functional projects.
```
Sales operations as a function
```

More and more companies are forming sales operations departments within their organizations and, per the sales operations excellence center, sales operations is an established process and considered to be vital contributor to business operations and accounting functions.
Sales Operation Analysts as a department usually have Sales Analysts that work directly under them. Supplying them with the data needed to make decisions. These decisions can transform a fragmented and silted model into a customer-adaptive enterprise.
Nowadays, a lot of companies or small businesses start to use [internet] tools to improve sales function.

## Mục tiêu bán hàng
Mục tiêu bán hàng là mục tiêu bán hàng tối thiểu trong một khoảng thời gian đã đặt. Mục tiêu bán hàng có thể là số tiền tối thiểu là bảng Anh (Giá trị tiền tệ) hoặc sản phẩm được bán (Khối lượng). Mục tiêu bán hàng cũng có thể là cho các hoạt động bán hàng như: số lượng cuộc gọi mỗi ngày. Quản lý thường đặt mục tiêu bán hàng và địa phận bán hàng. Khoảng thời gian có thể được đặt cho ngày, tuần, tháng, quý hoặc năm tài chính.

## Địa phận bán hàng
Địa phận bán hàng thường là nhóm khách hàng hoặc khu vực địa lý được chỉ định cho một nhân viên bán hàng riêng lẻ hoặc một nhóm bán hàng. Khu vực địa lý cũng có thể được chỉ định cho một nhà đại lý độc quyền, nhà phân phối hoặc đại lý. Một lãnh thổ bán hàng cũng có thể được chỉ định bởi ngành dọc, chẳng hạn như tất cả các nhà bán lẻ hoặc tất cả các nhà bán buôn trong một khu vực địa lý. Một Địa phận bán hàng có thể rộng lớn như một lục địa, quốc gia, tiểu bang hoặc tỉnh, hoặc nhỏ như một khu vực, ngoại ô, thị trấn hoặc thành phố. Nói chung, người quản lý bán hàng sẽ chỉ định Địa phận bán hàng dựa trên các lãnh thổ của báo cáo tài nguyên bán hàng cho họ.

## Dự báo bán hàng
Dự báo bán hàng sử dụng các số liệu bán hàng trước đây để dự đoán hiệu suất trong tương lai ngắn hạn hoặc dài hạn để cho phép lập kế hoạch tài chính hợp lý. Doanh số lịch sử và/hoặc dữ liệu kinh tế thường được sử dụng để cải thiện dự báo doanh thu.
Đối với các cửa hàng, nghiên cứu thị trường có thể mang lại các chỉ số sau đây để phát sinh dự báo ban đầu:
- khối lượng bán hàng trung bình trên một đơn vị diện tích cho các cửa hàng tương tự ở các vị trí tương tự có cùng kích thước
- số lượng người tiêu dùng hoặc hộ gia đình tiêu dùng ở vùng lân cận phù hợp của cửa hàng và chi phí hàng năm của họ đối với sản phẩm được đề cập